# ۵۹۴ (خورشیدی)
۵۹۴ پانصد و نود و چهارمین سال هجری خورشیدی است.